# Günter Klomhuß
Günter Klomhuß (* 4. Juli 1959 in Genthin; † 15. Januar 2025) war ein deutscher Fußballspieler, dem in der DDR der Sprung in den Profifußball gelang.

## Karriere
Günter Klomhuß begann seine Karriere als Stürmer bei Chemie Genthin. Dann wechselte er zum 1. FC Magdeburg. Später spielte er ab Juli 1982 in der DDR-Liga bei Motor Schönebeck und wechselte 1984 zur BSG Chemie Böhlen, die ein Jahr zuvor aus der DDR-Oberliga abgestiegen war. Bereits nach einem halben Jahr ging Klomhuß zum Ligakonkurrenten BSG Motor Babelsberg. In Babelsberg blieb er nur bis Juni 1985, um sich anschließend wieder Motor Schönebeck anzuschließen. Ab Juli 1989 spielte er bis Jahresende in der Bezirksliga Magdeburg (3. Liga) für BSG Motor Wernigerode, kehrte dann wieder zurück zu Motor Schönebeck. Am Ende seiner Karriere spielte er bei FSV Borussia Genthin auch als Kapitän.
Für Schönebeck, Babelsberg und Böhlen bestritt er von 1982 bis 1990 insgesamt 159 Spiele in der zweitklassigen DDR-Liga, wobei er 48 Tore erzielte. In den beiden letzten Karrierejahren war er für Schönebeck und Wernigerode insgesamt in 5 Spielen des FDGB-Pokals (3 Tore) dabei.
Klomhuß erlag einem Krebsleiden.